# Östergötlands Fotbollförbund
Östergötlands Fotbollförbund (Östergötlands FF) är ett av de 24 distriktsförbunden under Svenska Fotbollförbundet. Östergötlands FF administrerar de lägre serierna för seniorer och ungdomsserierna i Östergötland. Förbundskansliet är beläget i Linköping vid Linköping Arena. 

## Serier
Östergötlands FF administrerar följande serier:

### Herrar
- Division 4 - två serier
- Division 5 - tre serier
- Division 6 - fyra serier
- Division 7 - fyra serier

### Damer
- Division 2 - en serie[4]
- Division 3 - en serie
- Division 4 - två serier

### Övriga serier
- Ungdomsserier

## Föreningar
Följande föreningar är med i Östergötlands FF (2022):

- AC Studenterna
- Adas United IF
- Azech oldboys BK
- Berga FF
- Bjärka-Säby GoIF
- Björsäters SK
- BK Derby
- BK Hird
- BK Kenty
- BK Ljungsbro
- BK Norrköping Tillsammans
- BK Zeros
- Borens IK
- Borensbergs IF
- Borggårds IK
- Boxholms IF
- Brokinds IF
- Bråvalla IK
- Calcio Amore FC
- Dagsbergs IF
- Degerön-Godegårds IF
- Dribbla United FK
- Dulqad IK
- Ektorp FK
- Ekängens IF
- Eneby BK
- Falerums IF
- FC Linköping City
- FF Jaguar Norrköping
- Finspångs FK
- FK Elit
- Fornåsa IF
- Fågelsta AIF
- Gammalkils IF
- Grebo IK
- Grytgöls IK
- Gusums IF
- Haga FF
- Hageby IF
- Hannäs IF
- Hemgårdarnas BK
- Hjulsbro IK
- Horn-Hycklinge IF
- Hägerstads IF
- Hävla SK
- IF Sylvia
- IFK Motala FK
- IFK Norrköping
- IFK Wreta Kloster
- Igelfors IF
- IK Adas United
- IK Sleipner
- IK Waria
- IK Österviking
- IK Östria Lambohov
- Jazire FF Linköping
- Karle IF
- Kenty FC
- KFUM Linköping
- KFUM Norrköping
- Kimstad GoIF
- Kisa BK
- Klockrike AIF
- Kristbergs IF
- Krokeks IF
- Kuddby IF
- Kättinge IF
- Landeryds IF
- LBK Gottfridsberg
- Ledbergs IF
- Light Youth IF
- Lindö FF
- Linghems SK
- Linköping BK Tinnis
- Linköping FC
- Linköping Futsal SK
- Linköping Universitets Akademiska IF FK
- Linköpings FF Ungdom
- Loddby IF
- Lotorps IF
- LSW IF
- Malexanders IF
- Malmens FF
- Malmslätts AIK
- Mantorps FF
- Medevi IF
- Midnimo KIF
- Mjölby AI FF
- Mjölby FC
- Mjölby Södra IF
- Mjölby Turabdin FC
- Motala AIF FK
- Motala Futsalklubb
- Norrköping City FF
- Norrköping Futsal Klubb
- Norrköpings Akademiska FF
- Norrköpings IF Bosna
- Norsholms IF
- Rajo Swesom FC
- Reijmyre IF
- Rimforsa IF
- Ringarums IF
- S:t Kuryakos IF
- Saltängens BK
- Simonstorps IF
- Skeda IF
- Skeng United FK
- Skeninge IK
- Skäggetorps FK
- Skärblacka IF
- Slätmons BK
- Smedby AIS
- Sonstorps IK
- Stegeborgs IF
- Stjärnorps SK
- Strålsnäs FF
- Sturefors IF
- Stångebro United BK
- Svärtinge SK
- Syrianska IF Norrköping
- Söderköpings IK
- Tallboda IF
- Tjällmo IF
- Torstorps IF
- Vadstena GIF
- Valdemarsviks IF
- Vallerstads IF
- Vidingsjö MoIF
- Vikingstads SK
- Vånga IF
- Väderstads IK
- Västerlösa GoIF
- Västra Harg IF
- Västra Husby IF
- Åby IF
- Åtvidabergs FF
- Ödeshögs IK
- Örtomta GoIS
- Österstads IF
- Östra Ryds IF